# Classic Hits Live/Best of Live
Classic Hits Live est le premier album live de Foreigner sorti en 1993 mais enregistré dans différents concerts entre 1978 et 1988.

## Titres
1. "Double Vision"
2. "Cold as Ice"
3. "The Damage is Done"
4. "Women"
5. "Dirty White Boy"
6. "Fool for you Anyway"
7. "Head Games"
8. "Not Fade Away"
9. "Waiting for a Girl Like You"
10. "Juke Box Hero"
11. "Urgent"
12. "Love Maker"
13. "I Want to Know What Love Is"
14. "Feels Like the First Time"

## Musiciens
- Lou Gramm : Chant
- Mick Jones : Guitare, piano, chœurs
- Ed Gagliardi : Basse, chœurs
- Rick Wills : Basse, chœurs
- Ian MacDonald : Guitare, claviers, saxophone, chœurs
- Al Greenwood : Claviers, synthés
- Dennis Elliott : Batterie